# Clark Daniel Stearns
Clark Daniel Stearns, ameriški pomorski častnik, * 15. januar 1870, † 25. maj 1944.
Stearns je bil kapitan Vojne mornarice ZDA in guverner Ameriške Samoe med 14. julijem 1913 in 2. oktobrom 1914.